# Missões diplomáticas de Burundi

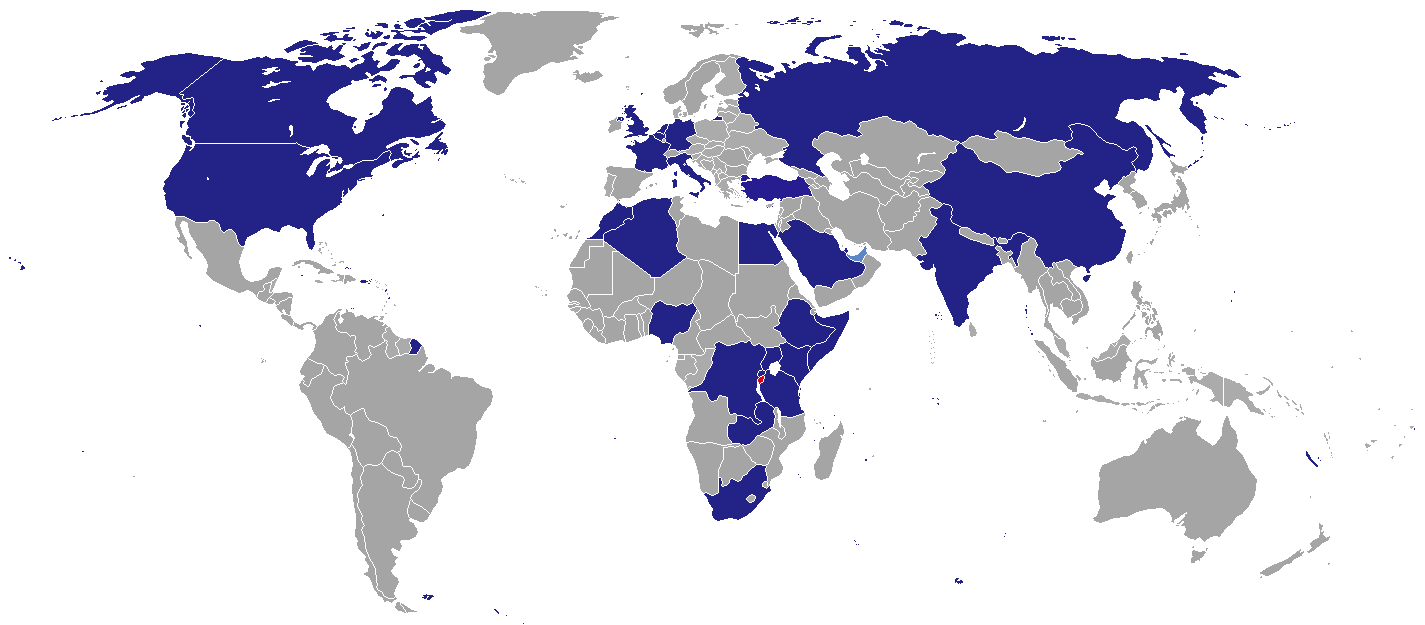
Missões diplomáticas de Burundi.

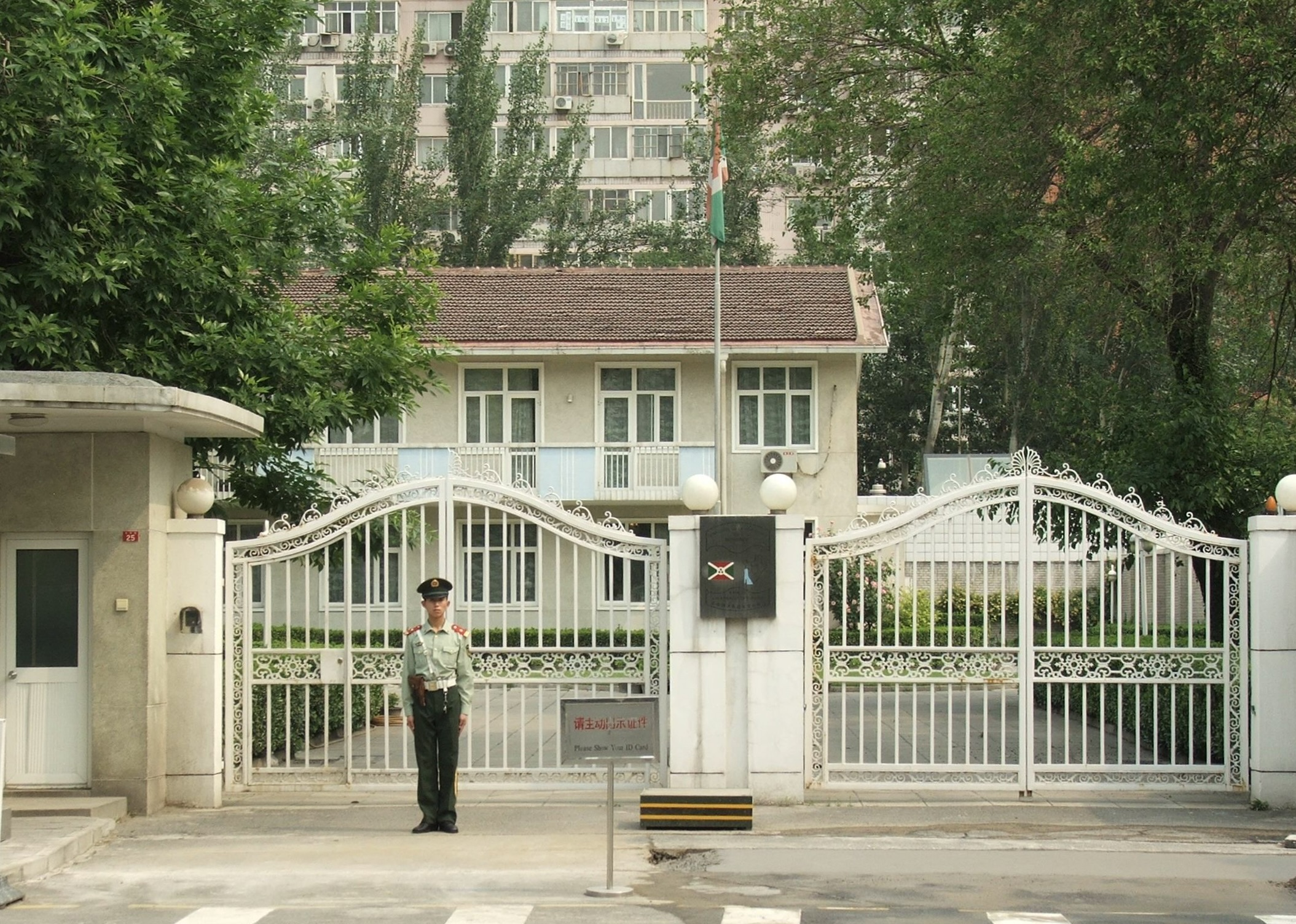
Embaixada de Burundi em Pequim, China.

Abaixo estão listadas as embaixadas e consulados de Burundi:

## América do Sul
- Brasil
  - Brasília (Embaixada)

## Europa
- Alemanha
  - Berlim (Embaixada)
- Bélgica
  - Bruxelas (Embaixada)
- França
  - Paris (Embaixada)
- Itália
  - Roma (Embaixada)
- Rússia
  - Moscou (Embaixada)
- Reino Unido
  - Londres (Embaixada)

## América do Norte
- Canadá
  - Ottawa (Embaixada)
  - Montreal (Consulado)
- Estados Unidos
  - Washington DC (Embaixada)

## Ásia
- Arábia Saudita
  - Riad (Embaixada)
- China
  - Pequim (Embaixada)

## África
- África do Sul
  - Pretória (Embaixada)
- Egito
  - Cairo (Embaixada)
- Etiópia
  - Adis-Abeba (Embaixada)
- Quênia
  - Nairóbi (Embaixada)
- República Democrática do Congo
  - Kinshasa (Embaixada)
- Ruanda
  - Kigali (Embaixada)
- Tanzânia
  - Dar es Salaam (Embaixada)
- Uganda
  - Kampala (Embaixada)

## Organizações multilaterais
- Nova Iorque (Delegação ante as Nações Unidas)
- Genebra (Delegação ante as Nações Unidas)

## Representações diplomáticas não residentes
- Cazaquistão (Moscou)
- Emirados Árabes Unidos (Riyadh)
- Indonésia (Pequim)
- Jordânia (Cairo)
- Sudão (Addis Ababa)
- Austrália (Pequim)
- Filipinas (Pequim)
- Papua-Nova Guiné (Pequim)